# Zalaegerszegi Ruhagyár József Attila Szocialista Brigádja
A Zalaegerszegi Ruhagyár József Attila Szocialista Brigádja (röviden József Attila szocialista brigád) 22 főből álló munkaközösség volt. A munkások a Zalaegerszegi Ruhagyárban ruhákat szabtak, varrtak, majd a terméket futószalagra helyezték. 1978-ban a brigád tizennégy tagja – az a tizenhárom varrónő és egy szabó, aki több mint öt éve a ruhagyárban dolgozott – megkapta a Magyar Népköztársaság Állami Díját, az indoklás szerint „a szocialista munkaversenyben és az új termelési rendszerben elért kiemelkedő eredményeiért”.
Almási Tamás 2001-ben Kitüntetetten címmel ötven perces dokumentumfilmet készített a varrónők visszaemlékezései alapján.

## A brigád tagjai
1978-ban a József Attiláról elnevezett brigád tagja volt:
- Antal Zsuzsanna (Sasity Dömötörné, 1939) varrónő
- Bérczes Istvánné (Senkó Teréz, 1943) varrónő (Kiváló Dolgozó, 1970)
- Boa Magdolna (1941) varrónő
- Bödöcs Jenőné (Jónás Margit, 1932) varrónő (Kiváló Dolgozó, 1971, 1984)
- Dömötör Józsefné (Benkő Éva, 1945) varrónő (Kiváló Dolgozó, 1963, 1967, 1971; Könnyűipar Kiváló Dolgozója, 1976, 1979; Honvédelmi Emlékérem, 1975, 1980; Kiváló Munkáért, 1982)
- Geiger Zoltánné (Senkó Aranka, 1938) varrónő (Könnyűipar Kiváló Dolgozója, 1965; Kiváló Dolgozó, 1984)
- Horváth József (1922) szabó (Könnyűipar Kiváló Dolgozója, 1960, 1970; Kiváló Dolgozó, 1982)
- Kocsis Vilmosné (Antal Mária, 1938) varrónő
- Kosztolánczi Miklósné (Horváth Anna, 1932) varrónő
- Kovács Sándorné (Járfás Teréz, 1937) varrónő (Kiváló Dolgozó, 1972, 1982)
- Miller Sándorné (Bognár Erzsébet, 1941) varrónő
- Orbán Józsefné (Illés Margit, 1925) varrónő (Kiváló Dolgozó, 1963)
- Tánczos Gyuláné (Márkus Irma, 1925) varrónő
- Tóth Sándorné (Teréz, 1941) varrónő, brigádvezető (Kiváló Dolgozó, 1972; Könnyűipar Kiváló Dolgozója, 1977)
- valamint további nyolc munkás

## Az Állami Díj kritikája
A brigád tagjai mind 15 évesen kezdtek a ruhagyárban dolgozni. A munkásszállón 5–7 évig laktak heten-nyolcan közös szobába zsúfolódva.
A brigád tagjai társadalmi munkában a helyi óvoda és bölcsőde részére takarókat készítettek.
A brigádvezető férje, Tóth Sándor „több tucat kitüntetéssel büszkélkedő parancsnok”.

## Megjegyzés
1. ↑  Ez a mondat értelmezésre szorul, mert lehetséges, hogy félreértésen alapul. A ruhagyárakban a szabászat és a varroda két különálló szervezeti egység, a gyáron belül területileg is el vannak választva, sőt, olyan is gyakran előfordul, hogy a szabászat más helységben van, mint a varroda. Nem derül ki, hogy a Zalaegerszegi Ruhagyárban hogy volt, de kevéssé valószínű, hogy egyazon brigádban varrónők és szabászok is dolgoztak. (Az említett "szabó" vélhetőleg férfi varrómunkás lehetett, nem pedig szabász.) Ez csak abban az esetben szokott előfordulni, ha ún. mintavarrodáról van szó, ahol a gyártmánytervezők tervei alapján az első modellt, mint kísérleti példányt elkészítik - ezt valóban alkothatta egy munkacsoport, azonban az ilyen mintavarrodákban egyedi darabokat készítenek, ehhez nem szoktak futószalagot alkalmazni. (A futószalagon történő gyártás lényegében abból áll, hogy a szalag elején dolgozó varrónő egy csomagban megkapja több ruhadarab kiszabott alkatrészeit, amelyeken elvégzi a technológiai sorrendben első munkaműveletet, majd a csomagot a futószalagra helyezi, amely azt a sorrendben következő műveletet végző varrónőhöz továbbítja - és így tovább, amig az utolsó művelet is el nem készül, és befejezésül megtörténik a minőség-ellenőrzés. Ma már egyébként ennél sokkal korszerűbb munkaszervezési módszereket alkalmaznak a varrodákban is.) A brigádtagok felsorolásában szereplő "további nyolc munkás" munkaköréről nincs információ, ezek lehettek például a minőségellenőrök vagy maguk a modelltervezők is.